# 옥천2터널
옥천2터널(沃川2터널, Okcheon 2 Tunnel)은 충청북도 옥천군 동이면 조령리에 위치한 경부고속도로 상의 터널으로, 2003년 영동1터널 ~ 옥천1터널 개량과 함께 개통되었다.

## 같이 보기
- 옥천3터널: 부산 방면, 다음 터널
- 옥천1터널: 서울 방면, 다음 터널